# Арі Ельдьяурн
А́рі Е́льдьяурн (ісл. Ari Eldjárn, [ˈaːrɪ ˈɛlt.jaurtn]; 5 вересня 1981) — ісландський стендап-комік, письменник і актор.

## Ранні роки
Арі народився в Рейк'явіку в 1981 році. Його батько, Торарінн Ельдьяурн — письменник; мати, Уннур Оулафсдоуттір — метеорологиня; його дід по батьковій лінії — колишній президент Ісландії Крістьяун Ельдьяурн.

## Кар'єра
Арі почав виконувати стендап у травні 2009 року. Він писав для кількох ісландських телепрограм, включаючи Mið-Ísland і Hversdagsreglur. Він також з'являвся у британській телепередачі Mock the Week на BBC. У листопаді 2020 року його стендап-шоу Eagle Fire Iron вийшло на вініловій платівці лейблу Monkey Barrel Records. У грудні 2020 року на Netflix вийшло ще одне його шоу, Pardon My Icelandic. У січні 2021 року Арі отримав Премію ісландського оптимізму 2020 року від президента Гвюдні Йоуганнессона.